# Нют Гингрич
Нютън Лерой Гингрич (на английски: Newton Leroy Gingrich) е американски политик от Републиканската партия, председател на Камарата на представителите от 1995 до 1999 година.

## Биография
Нют Гингрич е роден на 17 юни 1943 година в Харисбърг, Пенсилвания. Получава бакалавърска степен по история в Университета Емори в Атланта (1965), а след това магистърска (1968) и докторска степен (1971) по съвременна история на Европа в Университета „Тълейн“ в Ню Орлиънс. През 1970 – 1978 година преподава история и география в Университета на Западна Джорджия в Карълтън.
През 1979 година Нют Гингрич е избран в Джорджия за член на американската Камара на представителите. През 1994 година той е водещата фигура в предизборната кампания на републиканците, в резултат на която те печелят мнозинство в Камарата. През 1995 година Гингрич става председател на Камарата на представителите. През 1999 година, след неуспешни за републиканците избори, той се оттегля от Камарата.
През 2012 година Нют Гингрич е сред претендентите за кандидатурата на Републиканската партия за президент на Съединените щати.